# Izrael a 2011-es úszó-világbajnokságon
Izrael a 2011-es úszó-világbajnokságon 11 sportolóval vett részt.

## Hosszútávúszás
Férfi
| Versenyzők  | Esemény                             | Döntő     | Döntő    |
| Versenyzők  | Esemény                             | Idő       | Helyezés |
| ----------- | ----------------------------------- | --------- | -------- |
| Yuval Safra | Férfi 5 kilométeres hosszútávúszás  | 56:34.2   | 18       |
| Yuval Safra | Férfi 10 kilométeres hosszútávúszás | 1:58:48.3 | 37       |

## Úszás
Férfi
| Versenyző             | Esemény                         | Selejtező  | Selejtező | Elődöntő          | Elődöntő          | Döntő             | Döntő             |
| Versenyző             | Esemény                         | Idő        | Helyezés  | Idő               | Helyezés          | Idő               | Helyezés          |
| --------------------- | ------------------------------- | ---------- | --------- | ----------------- | ----------------- | ----------------- | ----------------- |
| Nimrod Shapira Bar-Or | Férfi 100 méteres gyorsúszás    | 49.91      | 35        | Nem jutott tovább | Nem jutott tovább | Nem jutott tovább | Nem jutott tovább |
| Nimrod Shapira Bar-Or | Férfi 200 méteres gyorsúszás    | 1:48.11    | 12 Q      | 1:48.59           | 15                | Nem jutott tovább | Nem jutott tovább |
| Guy Barnea            | Férfi 50 méteres hátúszás       | 25.18      | 7 Q       | 25.09             | 8 Q               | 25.01             | 6                 |
| Guy Barnea            | Férfi 50 méteres hátúszás       | 54.43      | 16        | Nem jutott tovább | Nem jutott tovább | Nem jutott tovább | Nem jutott tovább |
| Jonatan Kopelev       | Férfi 100 méteres hátúszás      | 54.90      | 25        | Nem jutott tovább | Nem jutott tovább | Nem jutott tovább | Nem jutott tovább |
| Yakov-Yan Toumarkin   | Férfi 200 méteres hátúszás      | 1:58.21 NR | 11 Q      | 1:59.92           | 16                | Nem jutott tovább | Nem jutott tovább |
| Gal Nevo              | Férfi 100 méteres mellúszás     | 1:02.32    | 45        | Nem jutott tovább | Nem jutott tovább | Nem jutott tovább | Nem jutott tovább |
| Gal Nevo              | Férfi 200 méteres pillangóúszás | 1:59.68    | 27        | Nem jutott tovább | Nem jutott tovább | Nem jutott tovább | Nem jutott tovább |
| Gal Nevo              | Férfi 200 méteres vegyesúszás   | 1:59.98    | 15 Q      | 1:59.67           | 11                | Nem jutott tovább | Nem jutott tovább |
| Gal Nevo              | Férfi 400 méteres vegyesúszás   | 4:25.96    | 23        |                   |                   | Nem jutott tovább | Nem jutott tovább |

Női
| Versenyző     | Esemény                       | Selejtező  | Selejtező | Elődöntő          | Elődöntő          | Döntő             | Döntő             |
| Versenyző     | Esemény                       | Idő        | Helyezés  | Idő               | Helyezés          | Idő               | Helyezés          |
| ------------- | ----------------------------- | ---------- | --------- | ----------------- | ----------------- | ----------------- | ----------------- |
| Anna Volchkov | Női 50 méteres hátúszás       | 30.59      | 44        | Nem jutott tovább | Nem jutott tovább | Nem jutott tovább | Nem jutott tovább |
| Anna Volchkov | Női 100 méteres hátúszás      | 1:03.12    | 34        | Nem jutott tovább | Nem jutott tovább | Nem jutott tovább | Nem jutott tovább |
| Anna Volchkov | Női 200 méteres hátúszás      | 2:13.99 NR | 25        | Nem jutott tovább | Nem jutott tovább | Nem jutott tovább | Nem jutott tovább |
| Amit Ivry     | Női 50 méteres pillangóúszás  | 26.83      | 16 Q      | 26.79             | 16                | Nem jutott tovább | Nem jutott tovább |
| Amit Ivry     | Női 100 méteres pillangóúszás | 59.56      | 24        | Nem jutott tovább | Nem jutott tovább | Nem jutott tovább | Nem jutott tovább |

## Szinkronúszás
Női
| Versenyző(k)                   | Esemény               | Selejtező | Selejtező | Döntő               | Döntő               |
| Versenyző(k)                   | Esemény               | Pont      | Helyezés  | Pont                | Helyezés            |
| ------------------------------ | --------------------- | --------- | --------- | ------------------- | ------------------- |
| Anastasia Gloushkov            | Egyéni rövid program  | 87.700    | 10 Q      | 87.500              | 10                  |
| Anastasia Gloushkov            | Egyéni szabad program | 85.990    | 11 Q      | 86.600              | 10                  |
| Anastasia Gloushkov Inna Yoffe | Páros rövid program   | 86.000    | 14        | Nem jutottak tovább | Nem jutottak tovább |
| Anastasia Gloushkov Inna Yoffe | Páros szabad program  | 84.840    | 18        | Nem jutottak tovább | Nem jutottak tovább |

Tartalék
- Ievgeniia Teltelbaum